# Ambystoma texanum
Ambystoma texanum är en groddjursart som först beskrevs av Benno Matthes 1855.  Ambystoma texanum ingår i släktet Ambystoma och familjen mullvadssalamandrar. IUCN kategoriserar arten globalt som livskraftig. Inga underarter finns listade i Catalogue of Life.

## Beskrivning
Ambystoma texanum är ljusgrå till svart på ovansidan, mörk på buken och med ljusare fläckar från rygg till buk. Huvudet är litet, med en trubbig nos och en likaledes liten mun. Under parningstiden är arten ljusare och får fler fläckar. Arten kan bli 11 till 18 cm lång.

## Ekologi
Habitatet utgörs av prärie, fuktig tallskog, tät lövskog, flodslätter och jordbruksbygd. Under parningstiden uppehåller den sig i dammar, mindre skogssjöar, diken och långsamrinnande vattendrag. Utanför parningstiden gömmer sig arten under murkna trädstammar, stenar, bland vissna löv eller i hålor utgrävda av andra djur, som kräftor och mindre däggdjur. Vid regnväder händer det att den uppträder på markytan.

### Föda och predation
Vuxna individer äter leddjur, bland annat insekter, sniglar, maskar och ibland vattenlevande, mindre kräftdjur. Larverna äter olika ryggradslösa djur, som bland andra daphnier, gråsuggor och tånglöss och även mindre larver av andra mullvadssalamandrar (inklusive deras egen art).
Själv utgör djuret föda åt många andra djur, som trollsländelarver, larver av tigersalamander, strumpebandssnokar, andra snokar som Nerodia och blåskrika.

### Fortplantning
Under senvintern migrerar Ambystoma texanum till parningsvattnen, ofta medan de fortfarande är delvis istäckta. Arten är promiskuös, båda könen har flera sexualpartners. I samband med parningen avsätter hanen en spermatofor på olika föremål i eller nära vattensamlingen. Honorna tar sedan upp spermatoforerna med sina kloakläppar. Honan kan lägga mellan 300 och 700 ägg per säsong. Äggen avges i geleaktiga klumpar om 3 till 30 stycken, och kläcks efter 3 till 8 veckor. Ungen blir könsmogen under sitt andra levnadsår. Livslängden i det fria är okänd, men i fångenskap har arten blivit drygt 5 år gammal.

## Utbredning
Ambystoma texanum finns i centrala Nordamerika, isolerat på en ö, Pelee Island, i Ontario i Kanada, och i USA från östra Nebraska, södra Iowa, Illinois, Indiana, södra Michigan och Ohio i norr söderöver till södra Texas, Louisiana, Mississippi och västra Alabama. Arten är globalt klassificerad som livskraftig ("LC") av IUCN, men i Ontario är den rödlistad som sårbar ("VU").